# Daniel Urbanowicz
Daniel Urbanowicz (ur. 3 stycznia 1979 w Słupsku) – polski piłkarz ręczny, grający na pozycji rozgrywającego. Obecnie reprezentujący barwy drużyny Polski Cukier SPR Pomezania Malbork.
Do Olsztyna trafił w 2008 roku. Wcześniej, będąc zawodnikiem MMTS Kwidzyn był powoływany do szerokiego składu reprezentacji Polski.